# Scapanopygus
Scapanopygus is een kevergeslacht uit de familie van de boktorren (Cerambycidae). De wetenschappelijke naam van het geslacht werd voor het eerst geldig gepubliceerd in 1913 door Gounelle.

## Soorten
Scapanopygus is monotypisch en omvat slechts de volgende soort:
- Scapanopygus cinereus Gounelle, 1913